# Муханов, Вячеслав Фёдорович
Вячеслав Фёдорович Муханов (род. 2 октября 1956, Канаш, Чувашская АССР, РСФСР) — германский (до 1991 — советский) физик-теоретик, космолог, один из авторов доказательства инфляционной теории развития Вселенной.
Профессор Мюнхенского университета, в котором с 1997 года руководит кафедрой физики астрочастиц и космологии физического факультета.

## Биография

### Происхождение
Родился 2 октября 1956 года в городе Канаш Чувашской АССР. Родители Вячеслава Муханова не имели высшего образования. Отец,  Фёдор (отчество не указывается) Муханов, происходил из русского (и старообрядческого) села Можарки Янтиковского района Чувашии, он работал начальником смены на Канашском вагоноремонтном заводе, умер около 2010 года[уточнить].  Мать —  Алевтина Алексеевна Муханова (до замужества Саландаева) — родом из чувашской деревни Сюрбей-Токаево Комсомольского района Чувашии, но рано переехала в г. Канаш со своими родителями,  всю жизнь поработала на кондитерской фабрике, теперь на пенсии. Называются также имена бабушки и дедушки со стороны матери — Анна Ивановна и Алексей Алексеевич (по другим данным, отчество дедушки иное и его, репрессированного и, посмертно, реабилитированного, звали Алексей Николаевич Паширов). Родные братья матери — Сергей и Константин — не вернулись с фронтов Великой Отечественной войны.  Будущий учёный среднее образование получал в школе № 64 в городе Канаш (в настоящее время — средняя общеобразовательная школа № 11), в 9-м классе перешёл в школу №62. В старших[уточнить] классах (начало 1970-х) прошел собеседование, чтобы попасть в физико-математический интернат, и последний класс закончил в Москве в школе при Московском государственном университете. В интернат попал с помощью академика А. Н. Колмогорова, который был когда школьник Муханов сдавал вступительный экзамен. На экзамене Колмогоров попросил Муханова сформулировать теорему Дезарга, и после верного ответа велел принять абитуриента в московский интернат. Для Муханова физико-математическая школа № 18 (сегодня Специализированный учебный научный центр — СУНЦ) стала отправной точкой, в которой началось формирование научной биографии.
Окончил факультет общей и прикладной физики МФТИ (1973—1979), научные работы начал писать уже с третьего курса.

### Научная деятельность в СССР
В 1981 году в сотрудничестве с Геннадием Чибисовым (en:Gennady Chibisov) разработал гипотезу возникновения крупномасштабной структуры Вселенной (галактик) из квантовых флуктуаций. Работал в ФИАН, в 1989 году защитил докторскую диссертацию в ФИАН.
С 1982 по 1989 годы разработал квантовую теорию космологических возмущений, которая может быть применена для вычисления неоднородностей в различных инфляционных моделях Вселенной. Первое подтверждение этой теории было получено в 1992 году в эксперименте COBE на космическом зонде WMAP.
С 1989 года по 1992 год — старший научный сотрудник Института ядерных исследований в Москве. В 1988 году был в командировке в Италии — в Триесте, где находился Международный центр теоретической физики. В 1988 году состоялась первая научная командировка в США.

### Научная деятельность после эмиграции
В 1992 году доктору физико-математических наук В. Муханову поступило предложение поработать два года в Цюрихе (Швейцария), где ему предложили 57 000 швейцарских франков в год. Муханов принял предложение, чтобы купить билеты всей его семье, пришлось продать компьютер. Через два года контракт продлили еще на три года. С 1992 года по 1997 год — доцент Высшей технической школы Цюриха. В 1997 году Муханов получил предложение возглавить кафедру астрофизики и космологии в Мюнхенском университете имени Людвига IX и Максимилиана I, в 1998 году переехал в Германию (в Мюнхен). Некоторое время работал в США.
Область научных интересов: флюктуации реликтового излучения, инфляционные модели, космология в теории струн, проблема космологической постоянной, проблема сингулярности, самовоспроизведение Вселенной, тёмная энергия, квантовые и классические чёрные дыры, квантовая космология.
В 2015 году посетил Канаш, в котором проживает его мама, в юбилейный год, когда городу исполнилось 90 лет; затем побывал в Национальной библиотеке Чувашской Республики (Чебоксары), где встретился с преподавателями и студентами Чувашского государственного университета имени И. Н. Ульянова.

## Редакционная работа в научных журналах
- 2003 — член редакционной коллегии журнала «Классическая и квантовая гравитация» («Classical and Quantum Gravity»);
- 2004 — член редакционной коллегии журнала «Физика космологии и астрочастиц» («Journal of Cosmology and Astroparticle Physics»);
- 2004 — член редакционной коллегии журнала «Физика высоких энергий» («Journal of High Energy Physics»);
- 2006 — научный руководитель журнала «Физика космологии и астрочастиц» («Journal of Cosmology and Astroparticle Physics»).

## Убеждения
«Видимо, в Советском Союзе, существовало только два способа психологически выжить — стать либо алкоголиком, либо ученым. Я выбрал второй вариант» .
«В Советском Союзе <...> научная атмосфера была гораздо более демократичной и здоровой по сравнению с той, которую я нашел после отъезда из Советского Союза. Должен сказать, что после переезда на Запад я не нашел ни одного места на земном шаре, которое могло бы конкурировать с Москвой 80-х годов относительно концентрации интеллекта и научной атмосферы» .

## Награды и премии
- 1988 — Золотая медаль Академии наук СССР для молодых учёных[источник не указан 1272 дня]
- 2006 — Медаль Оскара Клейна Стокгольмского университета (Швеция)[источник не указан 1272 дня]
- 2009 — Премия Томалла[9] (Швейцария)
- 2010 — Премия Блёза Паскаля Парижской высшей нормальной школы (Франция)[источник не указан 1272 дня]
- 2012 — Медаль Амальди[нем.][10] Итальянского гравитационного общества (совместно с Алексеем Старобинским)
- 2013 — Премия фонда Грубера в области космологии (совместно с Алексеем Старобинским)[11]
- 2014 — Премия Фридриха фон Шеллинга[источник не указан 1272 дня]
- 2015 — Медаль имени Макса Планка[источник не указан 1272 дня]
- 2015 — BBVA Foundation’s Frontiers of Knowledge Award (совместно со Стивеном Хокингом)[12]
- 2019 — Медаль Дирака (совместно с А. А. Старобинским и Р. А. Сюняевым)[13]
- 2021 — Золотая медаль имени А. Д. Сахарова Российской академии наук — за пионерский вклад в квантовую теорию образования крупномасштабной структуры Вселенной.[14]

## Избранная библиография
- Mukhanov, V. F., and G. V. Chibisov. "JETP Lett. 33 532 Hawking SW, 1982."Phys. Lett. B 115 (1981): 295.
- Mukhanov, Viatcheslav F. Physical foundations of cosmology. Cambridge University Press, 2005
- Mukhanov, Viatcheslav and Winizki, Sergei,"Introduction to Quantum Effects in Gravity", Cambridge University Press, 2007